# Episodi di Ransie la strega
Questa è una lista degli episodi di Ransie la strega, anime realizzato da Group TAC e basato sul manga Batticuore notturno - Ransie la strega di Koi Ikeno.
In madre patria la serie venne trasmessa dal 7 ottobre 1982 al 22 settembre 1983 su Nippon Television, mentre in Italia è arrivata diversi anni dopo sulle televisioni locali.
| Nº | Titolo italiano Giapponese 「Kanji」 - Rōmaji | In onda           | In onda |
| Nº | Titolo italiano Giapponese 「Kanji」 - Rōmaji | Giapponese        |         |
| 1  | Il segreto di Ransie 「エトランゼの秘密」 - Eto Ranze no Himitsu | 7 ottobre 1982    |         |
| 1  | È il primo giorno di scuola di Ransie. Conosce Paul, di cui si innamora istantaneamente, e Lisa Thompson, la sua nemica in amore, rampolla di una famiglia di ricconi, orfana di madre. Ransie, all'inizio della puntata, viene presentata dai genitori come una "normale", in contrasto con le eccentricità della famiglia: papà vampiro (Boris Lupescu) e mamma mannara (Sheila Lupescu). Nonostante ciò, in un bisticcio con Lisa, a Ransie scappa l'istinto di mordere la rivale sul collo, scoprendo così non tanto di essere vampira, quanto di avere il potere di trasformarsi, in immagine e forma, nell'interlocutore addentato. Ransie deve così resistere qualche ora nei panni di Lisa, sopravvivendo a scenette di vita familiare a casa Thompson. Successivamente, a casa propria, grazie ai suoi genitori scopre che per tornare normale basta starnutire. Scopre inoltre che può sposarsi solo con persone del suo mondo, quindi mostri. Ransie rifiuta, essendosi da poco inserita nel mondo "normale" ed essendosi invaghita di Paul, un "normale" compagno di scuola. |                   |         |
| 2  | La porta proibita 「魔界への扉」 - Makai Heno Tobira | 14 ottobre 1982   |         |
| 2  | I genitori sono sempre preoccupati del fatto che Ransie sia innamorata di un umano. La ragazza entra, attraverso una porta della cantina di casa, nel Mondo Superiore, da dove si può raggiungere automaticamente il luogo che più si desidera. Naturalmente Ransie vuole andare dove si trova Paul, ma in quel momento lui è a scuola e lei è in pigiama. Per non farsi vedere, non trova di meglio che mordicchiare una pallina da baseball. Viene ovviamente lanciata al di là del campo, dove viene trovata da un cane. Starnutisce, morde il cane, e ritorna a casa. |                   |         |
| 3  | A casa di Paul 「バスルームの危機」 - Basurumu no Kiki | 21 ottobre 1982   |         |
| 3  | Paul si allena a boxe, ma viene interrotto continuamente da Lisa e suo padre Thomas, proprietario della palestra. Si scopre che quest'ultimo fa sì che la madre di Paul possa pagare una retta più bassa a scuola. La donna, vedova, ha infatti problemi economici e il figliolo sogna di riscattarla diventando campione di boxe. Ransie si trasforma in passerotto e poi gatto per entrare in casa di Paul. Starnutisce proprio in un'occasione osé. |                   |         |
| 4  | Una piccola amicizia 「小さな友情」 - Chiisa na Yūjō | 28 ottobre 1982   |         |
| 4  | Ronnie ruba il mantello magico di papà vampiro per entrare nel Mondo degli Inferi, ma apre la porta sbagliata, venendo inondato dalle acque infernali. Scappa poi di casa e, per caso, fa amicizia proprio con Paul. |                   |         |
| 5  | Nel regno di Satana 「ランゼ魔界へ行く」 - Ranze Makai he Iku | 4 novembre 1982   |         |
| 5  | Notte di tempesta. Si scopre che Ransie la strega, Paul il boxeur e il massiccio capo della yakuza Thomas Thompson hanno paura dei fulmini. Durante la bufera Satana fa sapere ai Lupescu senior di volerli incontrare, ma Ransie, spinta dalla curiosità, si intrufola nella loro carrozza, facendosi scoprire abbastanza presto. Satana ha convocato i due poiché, abitando sulla Terra, possono aiutarlo a ritrovare il primogenito perduto nel mondo degli uomini. In quest'occasione Ransie fa amicizia col secondogenito di Satana, Aron. |                   |         |
| 6  | Era una notte nebbiosa 「霧の夜のロマンス」 - Kiri no Yoru no Romansu | 11 novembre 1982  |         |
| 6  | Boris sta cercando il figlio perduto di Satana, del quale inizia a ipotizzare un futuro da marito per sua figlia Ransie. Dopo diverse avventure viene ricoverato al General Hospital per anemia, dove gli viene proposta una trasfusione. Incontra in quest'occasione la madre di Paul, che nell'ospedale fa l'infermiera. La donna è così bella che al vampiro scatta l'irresistibile impulso di morderla al collo per suggerle il sangue. Viene fermato in tempo da sua figlia Ransie, giunta sul luogo seguendo altre peripezie. |                   |         |
| 7  | Uno spettacolo scolastico 「恐怖の文化祭」 - Kyōfu no Bunkasai | 18 novembre 1982  |         |
| 7  | A scuola devono organizzare una festa e viene proposta una mascherata di stampo orrorofico. Ransie pensa di poter sfruttare le amicizie infernali di papà, mentre Lisa le capacità finanziarie del suo. |                   |         |
| 8  | L'appuntamento magico 「恋のアクションカメラ」 - Koi no Akushon Kamera | 25 novembre 1982  |         |
| 8  | Ransie riesce a strappare un appuntamento a Paul, ma Lisa riesce, con un sotterfugio, a cambiare le carte in tavola: porta a casa sua Paul e manda il povero Donald all'appuntamento con Ransie, che candidamente lo respinge. Nel frattempo Aron, il figlio di Satana, manda Sand a fare delle foto ricordo di Ransie, della quale si è innamorato. |                   |         |
| 9  | Un amore infelice 「玉三郎の恋」 - Tamasaburō no Koi | 2 dicembre 1982   |         |
| 9  | Thomas Thompson, il padre di Lisa, vuole dichiarare il suo amore alla bella mamma di Paul, Ania. Per passare del tempo con lei cerca di farsi ricoverare, perché Ania è infermiera nell'ospedale della città, ma il piano gli si ritorce contro e per uno scambio di persona viene creduto morto. La figlia e i collaboratori stanno già organizzando il suo funerale quando interviene Ransie a risistemare le cose. |                   |         |
| 10 | La ragazza invisibile 「透明少女ミエール」 - Tōmei Shōjo Mieru | 16 dicembre 1982  |         |
| 10 | Dal Regno Supremo si presenta a Ransie una nuova creatura: Mollie, la ragazza invisibile. Mollie è alla ricerca di nuove amicizie e sentendo parlare di Ransie ha deciso di trasferirsi da lei e vivere con gli umani. Ben presto però Mollie si renderà conto che la sua invisibilità è un ostacolo troppo grande e deciderà di tornare nel Regno Supremo, non prima di aver aiutato Ransie a giocare qualche brutto tiro a Lisa. |                   |         |
| 11 | Buon Compleanno 「満月の誕生日」 - Mangetsu no Tanjōbi | 16 dicembre 1982  |         |
| 11 | È il compleanno di Ronnie e lui lo vuole festeggiare con la famiglia e con l'amico Paul (si erano conosciuti nell'episodio 5). Sheila è contraria perché proprio quella notte ci sarà la luna piena e lei non potrà nascondere la sua natura di donna lupo. Boris e Ransie insistono convincendola che per la serata si prevede pioggia e la festa è confermata. Paul però non è l'unico a presentarsi a casa Lupescu. Infatti Lisa ha deciso di non lasciare Paul da solo a casa della rivale e si presenta, non invitata, con il fedele Donald. Cose strane cominciano ad accadere e Lisa inizia a nutrire seri sospetti sulla famiglia di Ransie anche se cercano di persuaderla che sia tutto frutto della sua immaginazione. La serata si conclude senza ulteriore incidenti e non appena gli ospiti varcano il portone si scatena un forte acquazzone. |                   |         |
| 12 | Il sogno di Ransie 「うふッ!?ランゼのお願い」 - Ufu Tsu !? Ranze noo Negai | 23 dicembre 1982  |         |
| 12 | È la vigilia di Natale e anche le creature del Regno Supremo festeggiano insieme agli umani. Ransie vorrebbe fare un bel regalo a Paul, ma per sapere cosa il ragazzo desidera deve trovare Babbo Natale e farselo suggerire da lui. Ransie scopre che anche Babbo Natale è una creatura infernale; cacciato dal Regno Supremo per un comportamento non corretto, adesso lavora per il signor Thompson, papà di Lisa. Potrà tornare al suo incarico magico solo se troverà qualcuno che crede veramente in lui. Ransie, per esaudire il desiderio di Paul, si mette alla ricerca e finalmente trova l'unica persona che creda ancora a Babbo Natale. È il padre di Lisa Thomas Thompson che nonostante la sua figura corpulenta e il suo caratteraccio, è in realtà un romanticone. Babbo Natale torna al lavoro e Ransie gli può chiedere di esaudire il desiderio di Paul. |                   |         |
| 13 | Amore sulla neve 「白い恋人達」 - Shiroi Koibito Tachi | 6 gennaio 1983    |         |
| 13 | Ransie è in gita sulla neve con la scuola, ma la mamma Sheila non è tranquilla perché sa che anche Paul è con lei. Costringe allora Boris a seguirla per tenerla d'occhio. Ransie non ha mai sciato e Paul le dà lezioni di sci provocando l'ira di Lisa. Per farle un brutto scherzo, Lisa mette veramente Ransie in pericolo di vita. Fortunatamente c'è sempre Paul pronto a salvarla. La serata si conclude con un ballo attorno al falò: Ransie e Paul stanno danzando abbracciati quando sopraggiunge Sheila, preoccupata per la figlia. Fraintendendo la situazione Sheila aggredisce il ragazzo nelle sue sembianze di lupo, ma Ransie si frappone e viene ferita gravemente. |                   |         |
| 14 | La metamorfosi di Ransie 「見た!ランゼはたぬき」 - Mita! Ranze Hatanuki | 13 gennaio 1983   |         |
| 14 | Dopo l'incidente in montagna tutta la famiglia Lupescu è spaventata perché Ransie, pur essendo ancora viva, non riprende conoscenza. Anche Paul è estremamente preoccupato, anche perché si ritiene responsabile del ferimento di Ransie. Boris e Sheila evocano la bisnonna Lala per risvegliare Ransie. La ragazza si riprende ma ha sviluppato degli strani poteri: ogni volta che guarda qualcosa di rotondo le spuntano orecchie e coda di lupo, come accade alla mamma quando guarda la luna piena. Incidenti e strane situazioni si susseguono, finché Lala ricorda la formula per far tornare Ransie come prima, ma non prima che la sospettosonaccia Lisa l'abbia vista con le orecchie da lupo. |                   |         |
| 15 | I mostri non esistono 「裸でごめんなさい」 - Hadaka Degomennasai | 20 gennaio 1983   |         |
| 15 | Lisa è convinta che Ransie stia nascondendo qualcosa di strano, e in effetti le trasformazioni in lupo riprendono. La bisnonna Lala, che credeva di aver guarito la nipote, parte per gli Inferi alla ricerca di una formula più efficace. Ransie a scuola deve affrontare Lisa, che la segue tutto il giorno sperando che la ragazza si tradisca. Finalmente la nonna torna con la formula corretta e questa volta Ransie torna davvero normale. Lisa però ha rivelato a tutta la classe i suoi sospetti. Nessuno le crede, e quando si presenta a scuola vestita da esorcista la prendono per pazza. Ransie però ha compassione di lei e accompagna Paul a casa Thompson per convincere Lisa che il suo era solo uno scherzo. |                   |         |
| 16 | Una gara importante 「恋の青春ランナー」 - Koi no Seishun Ranna | 27 gennaio 1983   |         |
| 16 | Donald, invaghito di Ransie com'è, le propone di uscire insieme una sera, ma lei, che ha occhi solamente per Paul, gli propone di accettare l'invito solamente se avesse battuto Paul alla gara di corsa, tuttavia le sue scarse doti atletiche gli impediscono di vincere, ma si guadagna comunque la stima degli amici e delle ragazze, che apprezzano il suo aver partecipato all'attività sportiva. |                   |         |
| 17 | Raggio Ipnotico 「浮気な魔術師」 - Uwaki na Majutsushi | 3 febbraio 1983   |         |
| 17 | Ransie si prende un raffreddore, una malattia molto grave per una strega che di norma non si ammala mai. Quando questa guarisce, le si verifica uno strano sintomo: l'abilità di ipnotizzare persone (e animali). Usa questo potere provvisorio per creare situazioni a suo favore con Lisa, ma soprattutto con Paul, che uscirà con lei sotto ipnosi. Ransie, che ama veramente Paul, si rende conto che il cuore di un ragazzo non si conquista certo ipnotizzandolo, ma soltanto quando i suoi sentimenti sono sinceri. |                   |         |
| 18 | Un'amicizia difficile 「恋のタイトルマッチ」 - Koi no Taitorumacchi | 10 febbraio 1983  |         |
| 18 | Aron giunge nel mondo degli umani, ma la madre di Ransie lo caccia senza sapere che è proprio il principe. Nel frattempo arriva Sand che rivela che il principe è arrivato da loro perché vuole sposare Ransie. Aron scopre che lei ama Paul, sfidandolo per questo in un incontro di pugilato che finirà in parità. Aron ritornerà quindi nel regno supremo. |                   |         |
| 19 | Le vacanze di Pierone 「センチメンタル大巨人」 - Senchimentaru dai Kyojin | 17 febbraio 1983  |         |
| 19 | I genitori di Ransie vogliono far fidanzare la figlia con un gigante di nome Pierone, che però ha la statura di un comune umano in occasione delle sue vacanze, ma assume la sua vera altezza quando questo diventa triste. Per pura casualità il gigante incontra Lisa, della quale si innamora e vorrebbe che questa andasse al cinema con lui. Lisa promette e non mantiene e così Ransie, per far felice Pierone, si trasforma in Lisa e va al cinema con lui. |                   |         |
| 20 | Aiuto! Ci sono troppe Ransie! 「大混乱!ランゼがいっぱい」 - Daikonran! Ranze Gaippai | 24 febbraio 1983  |         |
| 20 | Dal portacipria magico di Ransie (dono del principe Aaron) escono molte sue sosia che si sostituiscono a lei, creando situazioni imbarazzanti. |                   |         |
| 21 | Una lettera d'amore 「E.T.からのラブレター」 - E.T. Karano Rabureta | 3 marzo 1983      |         |
| 21 | Paul riceve una lettera d'amore da una ragazza dalle iniziali E.T.,che lo invita ad un appuntamento, ma in realtà, nel luogo dell'appuntamento viene rapito proprio da questa ragazza. Si tratta di una compagna di scuola brutta, grassa e prepotente, che lo rapisce, lo lega ad una sedia e lo bacia contro la sua volontà. Grazie a Ransie e a Lisa (che fanno una provvisoria tregua), Paul riuscirà a salvarsi. |                   |         |
| 22 | Un party in pigiama 「ドキドキ!パジャマゲーム」 - Dokidoki! Pajamagemu | 10 marzo 1983     |         |
| 22 | Quando il signor Thompson deve partire per un viaggio d'affari, la figlia Lisa cerca di approfittare della situazione per invitare Paul a casa sua, ma le speranze di rimanere sola con lui sono vane, perché Paul invita anche Ransie, Donald e altri compagni di scuola. A forza Lisa accetta la loro compagnia, ma il padre rientra in casa a fine serata per spaventare gli altri ragazzi travestito da mostro, in modo da soddisfare la figlia. Quando il padre viene scoperto, Lisa si ritrova con la festa rovinata, ma Ransie propone di terminare la serata cenando tutti insieme allegramente, giusto per salvare il salvabile. |                   |         |
| 23 | Un amore per Sand 「サンドの恋の物語」 - Sando no Koi no Monogatari | 17 marzo 1983     |         |
| 23 | Sand giunge dal regno supremo per far visita ai Lupescu, dove poter sfogare la sua "depressione" per aver scoperto di essere più ignorante del principe Aron, a tal punto da non sapere nemmeno quanto fa 1+1. Per distrarsi va a fare una passeggiata nel mondo umano, dove ha modo di far conoscenza della madre di Paul di cui si invaghisce e decide di rincorrerla. Viene notato dal signor Thompson, che geloso della donna com'era, farà di tutto per eliminarlo, ma grazie ai suoi poteri magici, Sand resisterà persino alle mine. Quando Paul viene a sapere che l'importunatore della madre era ospite di Ransie le telefona per dirgli che se questa storia non finisce, allora il ragazzo le toglierà anche il saluto, così Ransie correrà ai ripari trasformandosi nella madre di Paul. Quando Sand le fa visita per chiederla in moglie, lei gli chiede di svolgere alcune semplici addizioni, ma Sand, dimostrando la sua ignoranza, fugge via. |                   |         |
| 24 | Amore e guerra nel Regno Supremo 「熱愛！魔界大戦」 - Netsuai! Makai Taisen | 24 marzo 1983     |         |
| 24 | Aron vuole sposare Ransie e la raggiunge nei sogni, ma al suo rifiuto lui decide di portare Paul nel Regno del mondo supremo per sfidarlo, ma Sand sbaglia e porta tutti e tre. Così lui e Sand rivelano tutto a Paul sul segreto, ma la sua amica invisibile aiuta a fuggire alla fine Aron sfida Paul e perde, ma il gatto supremo accorso per volere del principe cancella i ricordi e così tutti due sia Lisa e Paul dimenticano tutto. |                   |         |
| 25 | Paul ha scoperto tutto 「見られた変身・俊を殺して」 - Mira Reta Henshin. Shun wo Koroshi te | 31 marzo 1983     |         |
| 25 | Paul vede Ransie che si trasforma in un cane per salvare in un bambino, lei fugge e corre a casa e quando sente la madre discutere con il padre che chiunque scopra la verità deve essere ucciso, fugge piangendo. Paul cerca spiegazioni, ma non riuscendo a dirlo al padre della ragazza, fugge. Ransie rivela tutto ai genitori che per non uccidere Paul fuggono nel mondo supremo, lei decide di salutarlo e gli rivela tutto, ma Paul si rende conto di amarla e la insegue. Alla fine Paul riesce a salvarsi giurando di non rivelare nulla sul segreto di Ransie. |                   |         |
| 26 | La nave dei condannati 「処刑戦艦!スペースウォーズ」 - Shokei Senkan! Supesūozu | 28 aprile 1983    |         |
| 26 | Paul viene fatto prigioniero da Satana e per poco non rischia di essere ucciso, perché ritenuto da Satana un essere malvagio come ogni essere umano di questo mondo, ma dimostra di avere un cuore in petto e quindi viene liberato e mandato sulla Terra. |                   |         |
| 27 | Rocky contro Paul 「激突・ロッキーVS俊」 - Gekitotsu. Rokki VS Shun | 5 maggio 1983     |         |
| 27 | Ransie, ha preparato un fazzoletto, da regalare a Paul, in onore del loro amore. Purtroppo, però, va in una palestra e vede un ragazzo, di nome Rocky, in una palestra di box e batte tutti quanti. Lui, vede Ransie e si innamora di lei, ma quest' ultima non lo ama e lui gli rompe il fazzoletto. Inoltre, vuole sfidarsi contro Paul. Ransie è molto preoccupata per ciò, ma Paul accetta. Ransie all' inizio non ha potuto assistere all' incontro di box e Rocky sta vincendo, poi, all'improvviso, Ransie è riuscita a scappare, perché prima dei signori l'avevano catturata e va ad assistere all' incontro. Paul, vedendo che c' è Ransie, si fa forza, vince ed i due si abbracciano. |                   |         |
| 28 | Cupido colpisce ancora 「つっぱりエンジェル恋のハンター」 - Tsuppari Enjieru Koi no Hanta | 19 maggio 1983    |         |
| 28 | Lisa, scoperto che il padre conosce personalmente la divinità dell'amore Cupido, cacciato dal regno supremo per la sua insolenza, decide di approfittarne stipulando un patto con quest'ultimo affinché faccia innamorare perdutamente Paul di lei. Il piano riesce, e Ransie ne è distrutta, al punto da provare con ogni mezzo a riprendersi il suo amato, anche a sacrificare se stessa, mostrando alla scettica divinità il potere dell'amore che lei stessa prova. |                   |         |
| 29 | Un futuro insopportabile 「ショック!未来との遭遇」 - Shokku! Mirai Tono Sōgū | 9 giugno 1983     |         |
| 29 | Ransie litiga bruscamente con la madre perché s'è convinta che quest'ultima abbia letto il suo diario, e se ne scappa nei sotterranei. Senza volerlo entra nella pendola parlante del tempo, dove può ritornare nel suo passato (mantenendo però la sua età attuale). Qui si addentra nel parco e incontra Paul quando era bambino, ma si ritrova anche con Lisa all'età infantile, che come al solito cerca di farle i dispetti, gelosa com'era di Paul già allora. Nella stessa epoca ha modo di vedersi in culla e scopre che i suoi genitori le volevano molto bene già da piccola e si scusa con loro una volta tornata nel presente per aver dubitato del loro affetto. Soddisfatta di questo viaggio, decide di visitare anche il futuro, malgrado le dissuasioni della pentola parlante e qui si ritrova avanti nel tempo. In questa nuova epoca, Ransie scopre che Paul è diventato un famoso pugile e Lisa, ormai divenuta una famosa top-model è riuscita a conquistarlo, mentre Ransie è diventata un'insignificante donnina occhialuta. La Ransie del "passato" decide di andare in fondo alla faccenda e mordendo la Lisa del futuro per assumerne le sembianze, va a cena con Paul al quale gli chiede che sentimenti prova per Ransie, ma questi gli dice che ormai è solo un'amica, quindi scopre di essere stata sconfitta. Ransie, sempre sotto le sembianze di Lisa, torna a casa e scopre che in realtà questa cosiddetta top-model era solo una falsa bellezza, perché aveva il viso ricoperto da troppo trucco, il reggiseno imbottito e i bei capelli lunghi erano soltanto una parrucca. Ripreso il suo vero aspetto e fuggendo dalla casa di Lisa, va a trovare sua madre, che ormai è divenuta una vecchia megera rugosa, alla quale chiede aiuto per tornare nella sua epoca, ma questa non sa come aiutarla ed inoltre scopre la tomba del padre proprio in casa sua. In quel preciso istante, Ransie ritorna alla sua epoca e racconta alla madre la brutta avventura da lei vissuta, ma la madre la conforta dicendo che il passato non si può più cambiare, mentre il futuro non è una cosa definitiva e quel che ha visto mediante la pendola parlante del tempo non è che il risultato delle speranze e delle paure del presente. Starà a lei con le sue forze rendere il futuro migliore di quell'orribile incubo da lei vissuto. |                   |         |
| 30 | Boris il Vampiro 「王子からの暗殺指令」 - Ōji Karano Ansatsushirei | 16 giugno 1983    |         |
| 30 | Il principe Aron, stanco di non essere corrisposto in amore da Ransie decide di adottare maniere drastiche, quindi obbliga il padre di lei ad uccidere Paul. Boris, sapendo che Ransie non gli perdonerebbe mai un'azione del genere, decide di succhiargli qualche goccia di sangue per farlo diventare un vampiro, così, divenuto anche lui una creatura magica, potrà sposare Ransie senza infrangere le leggi del Regno Supremo. Quando Boris esce di notte per entrare in azione, Ronnie va a riferire alla sorella delle intenzioni del padre, così lei, trasformata nel pappagallo Peck, raggiunge la casa di Paul e si trasforma in lui, per evitare che venga trasformato in vampiro. Con la magia, Boris trasporta a casa di Paul la bara dove di solito dormiva e vi carica Ransie trasfmormata nel suo amato per far ritorno a casa. Una volta tornato alla sua abitazione, Boris sta per compiere la sua missione, ma viene fermato da Ronnie che solletica il naso di Ransie, per farla starnutire e riportarla quindi al suo vero aspetto, così Aron ha perso un'altra speranza di conquistare Ransie. |                   |         |
| 31 | Il rapimento dei Thompson 「帰ってきた渡り鳥」 - Kaette Kita Wataridori | 23 giugno 1983    |         |
| 32 | L'isola degli innamorati 「冒険!恋人たちの島」 - Bōken! Koibito Tachino Shima | 7 luglio 1983     |         |
| 32 | Ransie e i suoi amici sono in vacanza su un'isola misteriosa. La principessa dell'isola li invita alla reggia, ma appena arrivati scoprono che è una trappola della principessa che li vuole far diventare suoi schiavi con un potente prodotto chimico, al quale solo su Ransie è immune poiché è una creatura magica. La principessa lo capisce e la imprigiona, e Ransie solo con l'aiuto dei suoi cari potrà sconfiggere la malvagia principessa e riportare i suoi amici alla normalità. |                   |         |
| 33 | Un tuffo nella storia 「まんがときめき昔話」 - Mangatokimeki Mukashibanashi | 28 luglio 1983    |         |
| 33 | Ransie visita un museo costituito da modelli di dinosauri e incisioni di murales preistorici. In alcuni disegni le sembra di riconoscere scene della sua vita presente come la madre e il padre quando litigano, lei e Lisa che amano entrambe Paul e si guerreggiano a vicenda per contendersi il loro amato e lo stesso vale per il padre di Lisa, che è invaghito della madre di Paul (il tutto mostrato con la materializzazione dei flashback che vedono le avventure dei personaggi di questa serie in versione preistorica). |                   |         |
| 34 | Chi è Paul? 「恋して!愛して!三角関係」 - Koishi Te! Itoshi Te! Sankakukankei | 22 settembre 1983 |         |
| 34 | A causa della presenza di un neo a forma di stella sotto l'ascella destra di Paul, si viene a sapere che è lui il figlio perduto e tanto invocato di Satana. Tutta la famiglia Lupescu è in brodo di giuggiole ma, una volta di fronte all'Altissimo, Paul afferma che il neo tale non è, ma livido procuratosi durante i suoi incontri di boxe. Tutti gli credono, per primo suo padre. Tornati tutti a casa, Paul viene a sapere dalla madre putativa che l'ematoma sotto l'ascella ematoma non è: si tratta di angioma che ha dalla nascita. Essendo questo episodio scritto prima che l'autrice rivelasse la verità nel manga, gli sceneggiatori dell'anime hanno voluto lasciare appositamente aperta la conclusione. L'anime si chiude con Ransie, Paul e Lisa che corrono per andare a scuola poiché sono in ritardo e Paul afferma "comunque io non sono né un principe né il figlio di Satana". Memorabile è la battuta finale di Ransie, che afferma "Tanto a me non importa di chi Paul è il figlio, ma di chi sarà il marito e spero tanto che sposi me". |                   |         |